# Лога-Совинский, Игнацы
Игнацы Лога-Совинский (пол. Ignacy Loga-Sowiński; 20 января 1914 — 10 декабря 1992) — польский государственный, политический и профсоюзный деятель и дипломат. Член Политбюро ЦК ПОРП, руководитель государственных профсоюзов ПНР. Занимал консервативно-догматические позиции, участвовал в силовом политическом противостоянии.

## Подполье и война
Родился в семье батрака. Работал строительным рабочим. Состоял в молодёжном коммунистическом движении, с 1935 — член Коммунистической партии Польши. Возглавлял партийную организацию в Лодзи. В конце 1930-х был заключён в тюрьму, где познакомился с Мечиславом Мочаром.
Во время немецкой оккупации в подпольном Сопротивлении. Наряду с Мечиславом Мочаром являлся одним из основателей организации «Фронт борьбы за нашу и вашу свободу», структуры которого были преобразованы в ячейки Польской рабочей партии (ППР). Был членом Главного штаба Гвардии Людовой и Армии Людовой.
С 1942 член ЦК ППР. В 1944 — представитель ЦК ППР в Люблинском воеводстве (эта функция имела важное политическое значение, поскольку в Люблине первоначально базировался Польский комитет национального освобождения). Был тесно связан с советскими спецслужбами, числился как агент «Григорий 84».

## В партийно-государственном руководстве
В начале 1945 — руководитель временной администрации в Лодзинском воеводстве, затем секретарь воеводского комитета и член ЦК ППР. После создания ПОРП в 1948 — до 1954 кандидат в члены ЦК. В 1956—1971 — член ЦК и политбюро ЦК ПОРП. В партийном руководстве принадлежал к сталинистской группе Мечислава Мочара, примыкал к «фракции партизан».
Депутат сейма ПНР в 1957—1972. С 1957 — член Госсовета ПНР, в 1965—1971 — заместитель председателя Госсовета. Кроме того, в 1958—1971 вице-председатель «Фронта единства народа», объединявшего все легальные организации Польши под эгидой ПОРП.

## Куратор профсоюзов. Декабрьские события 1970 года
С 1949 курировал профсоюзное движение. До 1956 возглавлял воеводский совет профсоюзов во Вроцлаве. В 1956—1971 — председатель Центрального совета профсоюзов (польский аналог ВЦСПС). Полностью разделял концепцию профсоюзов как «приводного ремня партии».
В качестве партийного куратора профсоюзов участвовал в подавлении рабочих выступлений декабря 1970 на Балтийском побережье. Генерал Тадеуш Тучапский — сам привлечённый к суду за применение оружия против рабочих — назвал Лога-Совинского в перечне главных виновников кровопролития (наряду с первым секретарём ЦК Гомулкой, секретарём ЦК Клишко, вице-премьером Кочёлеком, генерал-лейтенантом Корчинским).

## Посол и общественник
Декабрьские события 1970 привели к смене высшего партийного руководства. Лога-Совинский был выведен из состава политбюро и Госсовета. В 1971—1978 являлся послом ПНР в Турции.
После возвращения в Польшу занимался идеологической пропагандой в общественных организациях (в основном церемониального характера). В противостоянии ПОРП с профсоюзом «Солидарность» значительного участия не принимал. В 1983—1989 — член Национального совета Общества польско-советской дружбы. В 1985—1990 входил в руководство ветеранской организации «Союз борцов за свободу и демократию». Состоял в редколлегии историко-политического издания журнала ЦК ПОРП Z Pola Walki. В ноябре 1988 был включён в комитет по организации мероприятий к 40-летию ПОРП.
Скончался после отстранения ПОРП от власти и преобразования ПНР в Третью Речь Посполитую. Похоронен на кладбище Воинские Повонзки.

## Награды
- Орден «Крест Грюнвальда» II степени (1945)
- Золотой Крест Заслуги (1946)
- Орден Строителей Народной Польши (1964)
- Орден «Знамя Труда» (Польша) I степени
- Заслуженный деятель Общества польско-советской дружбы (1989)